# Kabili

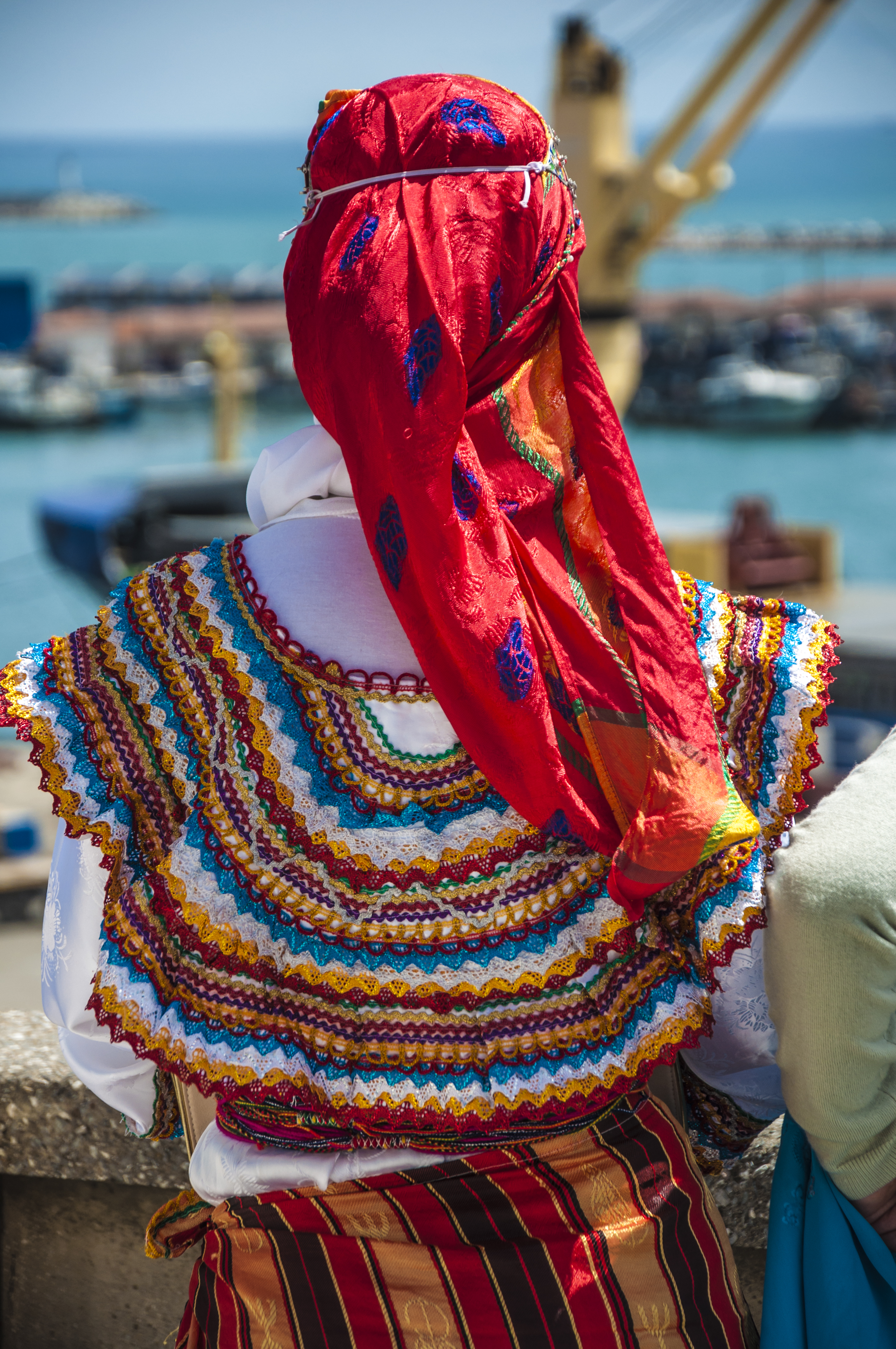
Costum popular.

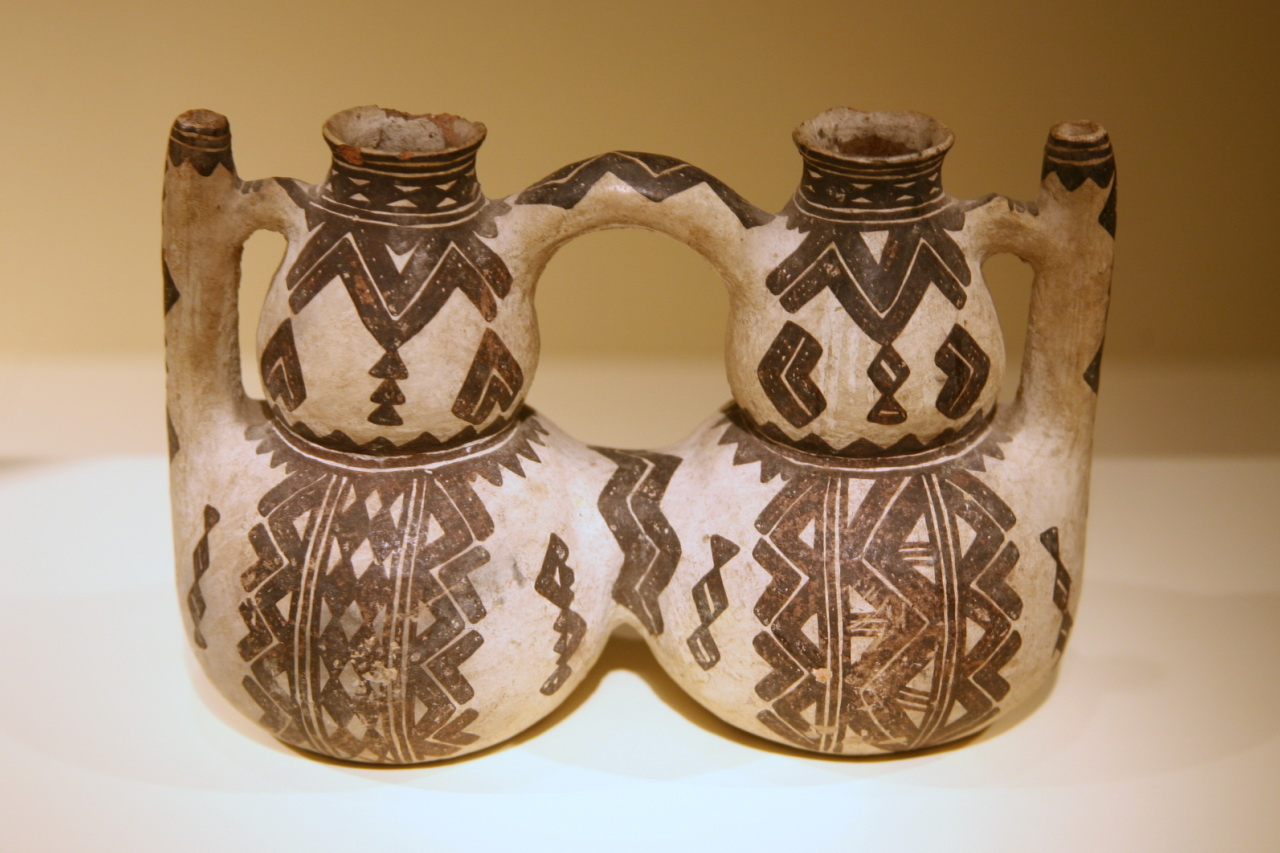
Ceramică aparţinând civilizaţiei kabile din secolul al XIX-lea

Kabili(în kabilă:  ⵉⴽⵠⴰⵢⵍⵢⵏ Iqbayliyen, în arabă: El Qbayel القبايل)   reprezintă numele unei părți a populației berbere din regiunile muntoase ale Algeriei, care trăiește la est de orașul Alger și la sud-est de orașul Constantine.
Ei reprezintă cea mai mare colectivitate berberă din Algeria, și a doua mare comunitate lingvistică berberă din Africa.
Vorbesc limba kabilă și reprezintă circa 1/6 din populația Algeriei.
Mulți vorbitori utilizează franceza și araba.  
Religia predominantă este islamică sunită, (în evul mediu șiismul ismaelit). Există și o minoritate kabilă creștină, în marea majoritate neo-protestantă (circa 30,000 credincioși)
Societatea kabilă este caracterizată prin secularism, religia jucând un rol minor în viața socială.
Economia comunității se bazează pe arboricultură (pomi fructiferi, măslini) și pe meșteșuguri (tapiserie, ceramică).
Revoluția industrială s-a manifestat încă de la sfârșitul secolului al XIX-lea, dat fiind faptul că regiunea aparținea coloniilor franceze.